# 신경배돌기

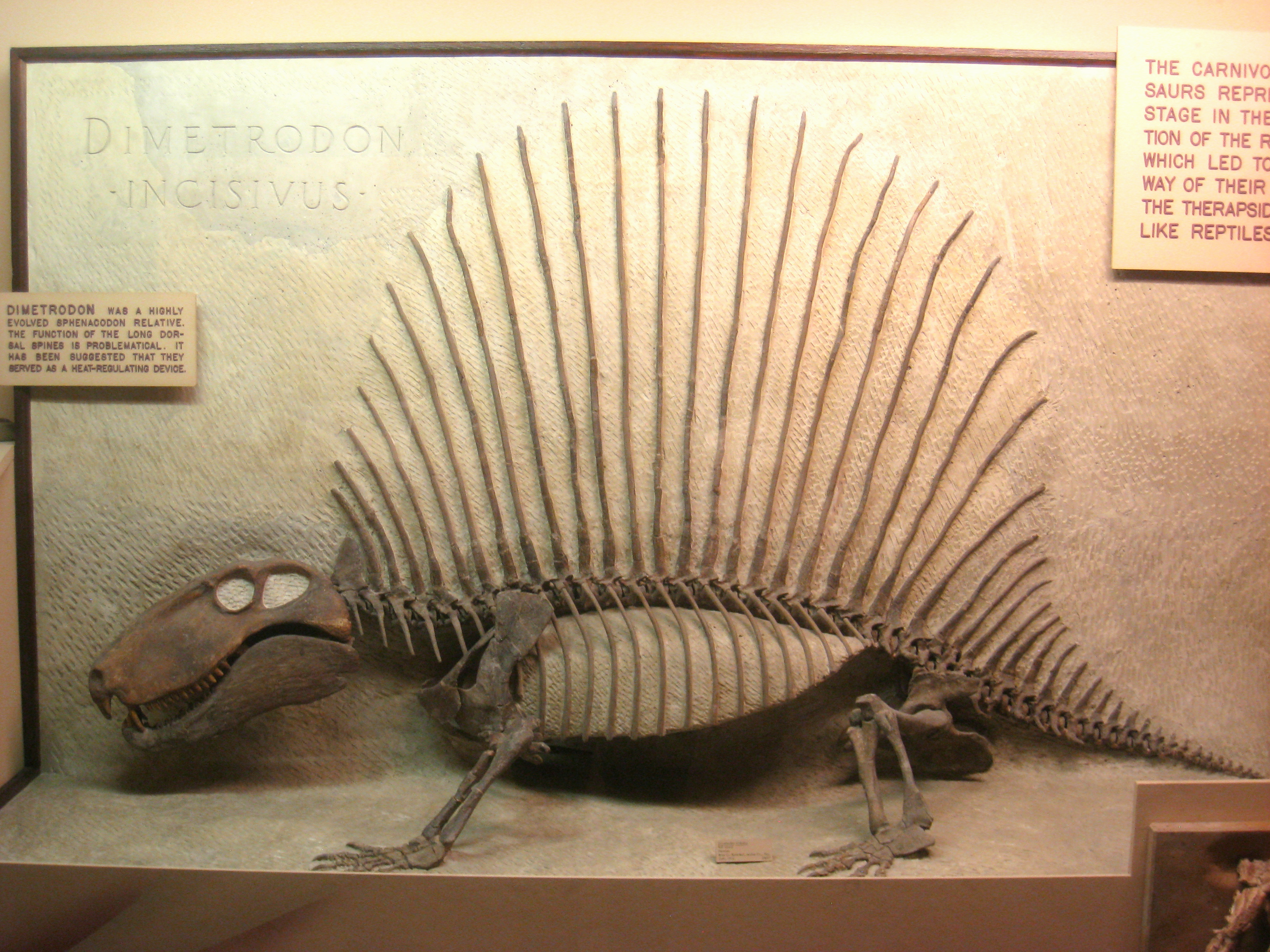
신경배돌기를 가진 가장 유명한 생물 중 하나인 디메트로돈의 화석.

신경배돌기(neural spine sail)는 생물의 척추뼈 일부가 길게 자라나 그 위를 살이 덮어 마치 돛 또는 혹과 같은 구조를 이룬 것이다. 지금은 절멸 하고 없는 태고의 양서류나 파충류 중에는 신경배돌기를 가진 동물이 아주 많았다. 신경배돌기가 생물의 삶에 어떤 역할을 했는지에 관해 여러 가지 논의가 있지만 아직까지 정설은 없다.